# Mochovská
Mochovská je ulice v Hloubětíně na Praze 14, která spojuje ulici Kbelskou a Zelenečskou. Směrem od západu do ní postupně ústí ulice V Novém Hloubětíně, Milovická, V Humenci, následně ji protíná ulice Pod Turnovskou tratí, dále do ní ústí Nehvizdská a Zámečnická. Má přibližný západovýchodní průběh a je paralelní s hlavní jižní hloubětínskou tepnou – ulicí Poděbradskou.

## Historie a názvy
Nazvána je podle středočeské obce Mochov v okrese Praha-východ, kterou proslavila továrna na výrobu mrazené zeleniny a ovoce. Základy ulice existovaly nejpozději kolem roku 1910. Ulice však oficiálně vznikla a byla pojmenována v roce 1925, nejstarší část je západní, směrem na východ byla prodloužena v roce 1962 během výstavby sídliště Hloubětín. V době nacistické okupace v letech 1940–1945 se německy nazývala Mochower Straße.

## Zástavba
V nejstarší západní části jsou rodinné domy se zahradami. Severní strana mezi ulicemi V Novém Hloubětíně a V Humenci má parkovou úpravu (bývalé náměstí V Novém Hloubětíně), nachází se tam pomník obětem 2. světové války a za ním dětské hřiště. Východní část je součástí sídliště Hloubětín s až šestipodlažními domy, u ústí ulice Zámečnická je parkoviště. Ulice je v celém profilu jednosměrná.
Mezi budovami Mochovská 535/38 a 478/40 je situován veřejný prostor s parkovou úpravou (třešně pilovité), který zajišťuje chodcům přístup do stanice metra Hloubětín. V Mochovské 38 se nacházejí obchodní prostory. Revitalizace převážně bytového domu Mochovská 40 byla dokončena v roce 2025, při ní byl objekt zvýšen o jedno podlaží.

## Budovy a instituce

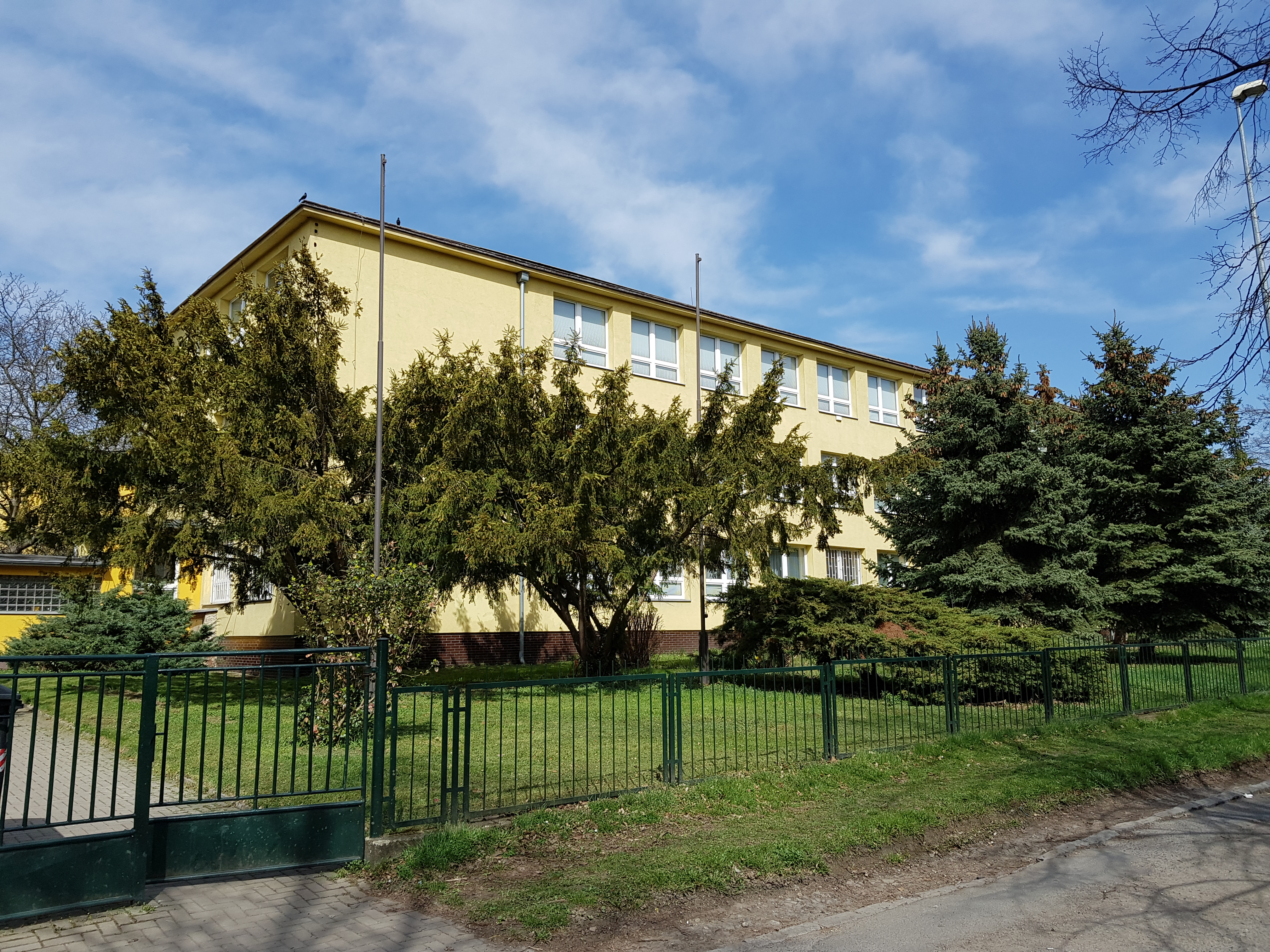
Základní škola Tolerance

- Základní škola Tolerance, Mochovská 570/41 s velkým víceúčelovým hřištěm, které bylo rekonstruováno v říjnu 2016. Původně se instituce nazývala Speciální školy Mochovská a na této adrese sídlí od roku 1982. Školní komplex se skládá ze dvou pavilonů, školní jídelny a tělocvičny.[6]
- Školka Maya, Mochovská 681/23a, v provozu od 2015.[7]
- Budova, Mochovská 569/43, zde bývaly jesle.